# Jerzy Rossowski
Jerzy Rossowski (ur. 27 września 1896 w Warszawie, zm. 2 października 1939 w Lublinie) – kapitan piechoty Wojska Polskiego, brał udział w I wojnie światowej, poległ w wojnie obronnej 1939 w Lublinie.

## Życiorys

### Młodość
Jerzy Rossowski urodził się w Warszawie jako jedno z czworga dzieci Pauliny i Karola. Miał m.in. brata księdza Mieczysława Aleksandra (1894-1982) i siostrę Józefę Auterhoff z Rossowskich. Wzrastał w patriotycznym i wolnościowym klimacie rodziny, której postawę kształtowały losy polskich zesłańców z okresu powstania styczniowego. W czasie I wojny światowej wstąpił 17 sierpnia 1915 do Polskiej Organizacji Wojskowej w Okręgu Częstochowskim, należał zatem do nielicznych czynnie działających patriotów w tym czasie, którzy dążąli do uzyskania przez kraj niepodległości, częstochowska organizacja POW liczyła bowiem zaledwie 43 członków. W listopadzie 1918 r. brał udział w rozbrajaniu Niemców, po czym wstąpił jako ochotnik do odradzającego się od kilku dni 2 pułku ułanów w Krakowie. W 1920 r. ukończył Szkołę Podchorążych Piechoty w Warszawie i otrzymał przydział do 26 pułku piechoty w Gródku Jagiellońskim. Jesienią 1932 r. został przeniesiony do 85 pułku Strzelców Wileńskich w Nowej Wilejce, w którym pełnił służbę do wybuchu II wojny światowej między innymi na stanowisku adiutanta pułku, a w marcu 1939 na stanowisku dowódcy Dywizyjnego Kursu Dla Podoficerów Nadterminowych 19 DP.

### II wojna światowa
We wrześniu 1939 r. kpt. J. Rossowski pełnił funkcję adiutanta pułku ppłk. Jana Kruk-Śmigli, wchodzącego w skład Armii „Prusy”. Możliwości działania Armii zostały poważnie ograniczone przez opóźnienie przewozów mobilizacyjnych żołnierzy. 4 września doszło do ciężkich walk z kolumnami pancernymi nieprzyjaciela w rejonie Piotrkowa. Załamanie dywizji pod Piotrkowem – z powodu intensywnych nalotów lotnictwa niemieckiego, ostrzału artyleryjskiego, po którym następowały ataki czołgów, oraz słabej skuteczności obrony przeciwlotniczej – wymusiły odwrót. Rozbitkowie 19 DP, w tym oddziały 85 pułku piechoty Strzelców Wileńskich dotarli, zgodnie z relacją dowódcy ppłk. Jana Kruk-Śmigli, 8 września do lasów spalskich. W następnych dniach wojska w rozproszeniu posuwały się na wschód między Pilicą a linią Opoczno–Radom–Dęblin. 14 września oddziały pułku pod dowodzeniem ppłk. Kruk-Śmigli zostały otoczone przez niemieckie czołgi, wywiązała się zacięta walka. Ppłk Kruk-Śmigla postanowił podzielić oddział. 

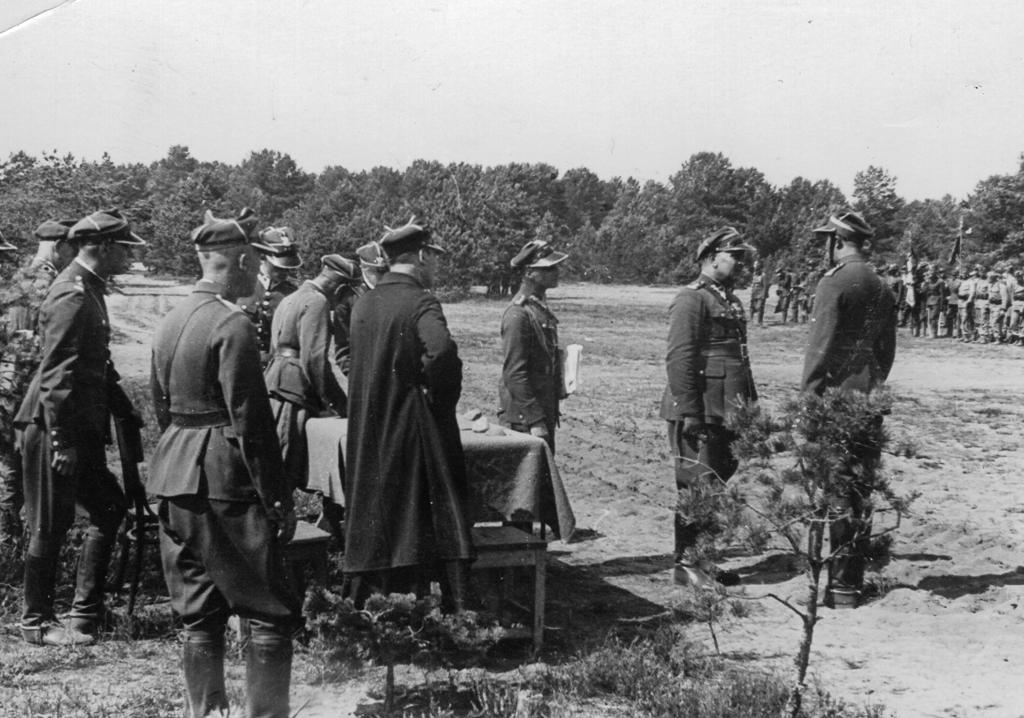
Podczas manewrów w 1936

Do tego miejsca z pewnością dotarł też kpt. Jerzy Rossowski, gdyż jako adiutant dowódcy pułku przebywał w głównym punkcie dowodzenia. Dalsze jego losy to najprawdopodobniej przedzieranie się do przejścia przez Wisłę zgodnie z decyzją gen. Stefana Dąb-Biernackiego w Maciejowicach i Dęblinie, być może wraz z grupą wiernych żołnierzy. Jerzy Rossowski dotarł aż do Lublina, gdzie uczestniczył w obronie miasta, zorganizowanej przez płk. Piotra Bartaka.
17 września 1939 r. rozegrała się bitwa o utrzymanie miasta, w której został ciężko ranny, prawdopodobnie w wyniku potyczki z Niemcami w czasie patrolu. Rany, odniesione wskutek wybuchu granatu w bezpośrednim sąsiedztwie, były poważne, obejmowały prawy bok, prawą łopatkę i obie ręce. Przewieziono go do szpitala polowego Bobolanum, zorganizowanego prowizorycznie w budynku oo. Jezuitów w Lublinie. Następnie po ewakuacji do szpitala ss. Szarytek w końcu września stwierdzono u niego zakażenie tężcem. Zmarł 2 października 1939 r. rano. Pochowany na cmentarzu przy ul. Unickiej w Lublinie, w zbiorowym grobie żołnierskim.

## Awanse

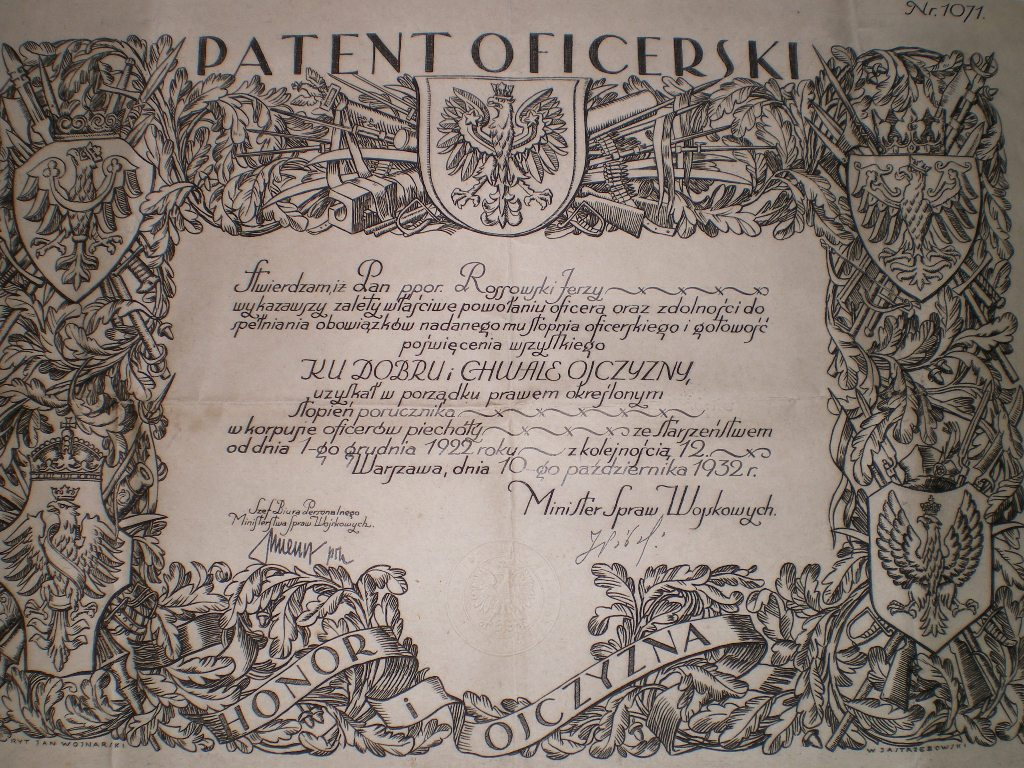
Patent oficerski Jerzego Rossowskiego

- podporucznik - ze starszeństwem z 1 grudnia 1920 roku
- porucznik - ze starszeństwem z 1 grudnia 1922 roku
- kapitan - 29 kwietnia 1933 roku ze starszeństwem z dniem 1 stycznia 1933 roku i 97. lokatą w korpusie oficerów piechoty[11][12]

## Ordery i odznaczenia
- Krzyż Walecznych
- Srebrny Krzyż Zasługi[12]
- Medal Pamiątkowy za Wojnę 1918–1921
- Medal Dziesięciolecia Odzyskanej Niepodległości
- Srebrny Medal za Długoletnią Służbę
- Brązowy Medal za Długoletnią Służbę

## Upamiętnienie
1. Społeczeństwo Lublina oddało cześć Żołnierzom Września, wznosząc w 1987 roku Pomnik Obrońców Lublina, który stoi przy ul. Zana, w miejscu, gdzie pierwotnie znajdował się polowy cmentarz ofiar Września. Na pięciu mosiężnych tablicach przy obelisku w formie rozpryskującej się ziemi po wybuchu bomby umieszczono nazwiska kilkuset poległych, wśród nich kpt. Jerzego Rossowskiego[13].
2. W 2007 roku Technikum Elektroniczne w Lublinie, mieszczące się przy ul. Wojciechowskiej 38, otrzymało imię Obrońców Lublina. Wśród wymienionych imiennie patronów szkoły jest kpt. Jerzy Rossowski[14].